# 1892

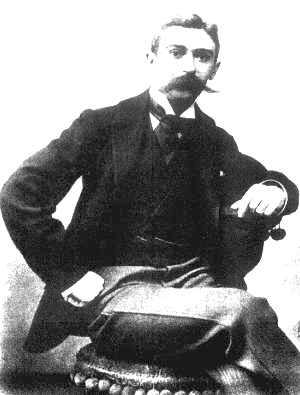
Pierre de Coubertin

Het jaar 1892 is het 92e jaar in de 19e eeuw volgens de christelijke jaartelling.

## Gebeurtenissen
januari
- 1 - Opening van Ellis Island, de plek waar alle immigranten de Verenigde Staten van Amerika binnenkomen.
- 7 - Abbas II Hilmi volgt zijn overleden vader op als kedive van Egypte.
- 13 - Het Chinese stoomschip "Nanchow" van de rederij Chuah yu Pung, vergaat in de Chinese Zee waarbij 509 opvarenden om het leven komen.
- 14 - Daags voor zijn huwelijk met Mary van Teck bezwijkt de Britse prins Albert Victor aan longontsteking. Hij was tweede in lijn van troonopvolging na zijn vader.
- 28 - Oprichting Nederlands eerste hockeyclub: Amsterdamsche Hockey & Bandy Club.

februari
- 2 - William Painter patenteert de kroonkurk.
- 16 - Paus Leo XIII richt de encycliek "Au Milieu Des Sollicitudes" tot de Franse katholieken, waarin hij hen oproept hun verzet tegen de Derde Republiek op te geven.
- 27 - Rudolf Diesel krijgt patent op de dieselmotor.

maart
- 27 - Manresa (Catalonië), goedkeuring van de Bases de Manresa, een ontwerp voor een regionale grondwet

april
- 3 - In de Verenigde Staten wordt de eerste sundae gemaakt.
- 10 - José Martí richt een revolutionaire partij op om de Spaanse kolonies Cuba en Puerto Rico zelfstandig te maken.
- 15 - De Edison General Electric Company gaat samen met de Thomson-Houston Electric Company in General Electric.

mei
- 1 - België gaat over van de ware plaatselijke tijd op de West-Europese Tijd op verzoek van enkele spoormaatschappijen.
- 14 - Oprichting van Vitesse.
- 21 - De Great Western Railway is als laatste Engelse spoorweg omgebouwd van breedspoor naar normaalspoor, een omvangrijke operatie waar ruim 3000 man voor ingeschakeld is.
- 29 - De wielerklassieker Luik-Bastenaken-Luik wordt voor het eerst gehouden en wordt gewonnen door Léon Houa.
- In Groningen wordt begonnen met de aanleg van de spoorlijn tussen Sauwerd en Roodeschool.

juni
- 6 - De Spaanse koloniale overheid arresteert de schrijver en filosoof dr. José Rizal wegens betrokkenheid bij La Liga Filipina. In reactie hierop wordt Katipunan opgericht.
- 7 - 12 De vulkaan Awu op het Indonesische eiland Sangir barst uit en maakt 1.532 slachtoffers.
- 10 - De twaalfjarige koningin Wilhelmina legt de eerste steen voor het nieuwe Universiteitsgebouw van Utrecht.

juli
- 7 - Janus Ooms wint als eerste niet-Britse roeier de Diamond Sculls in Henley, het officieuze wereldkampioenschap.
- 8 - De hoofdstad van Newfoundland St. John's wordt door brand zwaar beschadigd.
- 18 - De Liberalen winnen de algemene verkiezingen in het Verenigd Koninkrijk, wat het einde betekent van de regering - Salisbury. Gladstone vormt zijn vierde regering, met steun van de Ierse nationalisten. Voor het eerst wordt een socialist in het Lagerhuis gekozen: Keir Hardy.
- 23 - De Internationale Schaatsunie (ISU) wordt in Scheveningen opgericht op initiatief van de KNSB.
- juli - Als de Carnegie Steel Company honderden zwaarbewapende Pinkertons afstuurt op een staking van staalwerkers in Homestead, breken zware gevechten uit, waarbij negen doden vallen. De gouverneur van Pennsylvania kondigt voor het stadje de noodtoestand af en Carnegie ontslaat alle vakbondsleden.

september
- 9 - Edward Emerson Barnard ontdekt Amalthea, een maan van Jupiter.

oktober
- 5 - Bij een bankoverval in Coffeyville, Kansas, worden vier leden van de Daltonbende gedood, onder wie twee broers Dalton. Een zwaargewonde Emmett Dalton wordt ingerekend.
- 6 - In Nederland wordt de Centrale Commissie voor de Statistiek opgericht.
- 28 - De stadsdokter van Maastricht verklaart, dat er difterie heerst in de stad. In de volgende maanden sterven tientallen kinderen en breidt de epidemie zich uit naar de omgeving.
- 31 - Inwijding van de gerestaureerde slotkapel in Wittenberg.

november
- 17 - Franse troepen bezetten Abomey, de hoofdstad van het Westafrikaanse Koninkrijk Dahomey.
- 25 - De Franse baron Pierre de Coubertin lanceert het idee de Olympische Spelen in moderne vorm te doen herleven.

zonder datum
- Bestuurlijke hervormingen in Thailand (zie Changwat).
- In Noorwegen wordt het landsmål gelijkgesteld aan het riksmål.
- De ziekte van Bechterew wordt voor het eerst beschreven, door Vladimir Bechterew.
- De Internationale wordt officieel aangenomen als strijdlied van de communistische beweging.
- De Vereniging: De Afscheiding en de Doleantie gaan samen als de Gereformeerde Kerken in Nederland.
- De laatste Franstalige krant in Nederland, Le Courrier de la Meuse, houdt op te bestaan.
- Brussel bouwt als eerste stad in Europa een afvalverbrandingsinstallatie.

## Muziek
- Giuseppe Verdi schrijft de opera Falstaff
- Pjotr Iljitsj Tsjaikovski componeert de balletsuite De Notenkraker
- Sergej Rachmaninov componeert Morceaux de Fantaisie Opus 3
- Jules Massenet schrijft de opera Werther
- 17 maart: première van Ouverture lyrique van Armas Järnefelt
- 21 mei: Eerste uitvoering in Milaan van de opera Pagliacci van Ruggiero Leoncavallo.

## Beeldende kunst
- Eerste Sezession-beweging, in München.
- Schilderijen van Edvard Munch veroorzaken een schandaal op een tentoonstelling in Berlijn.[1]
- Auguste Rodin begint het werk aan Balzac.

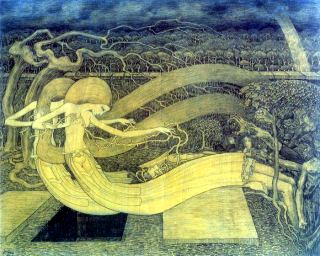
O grave, where is thy Victory (1892) Jan Toorop
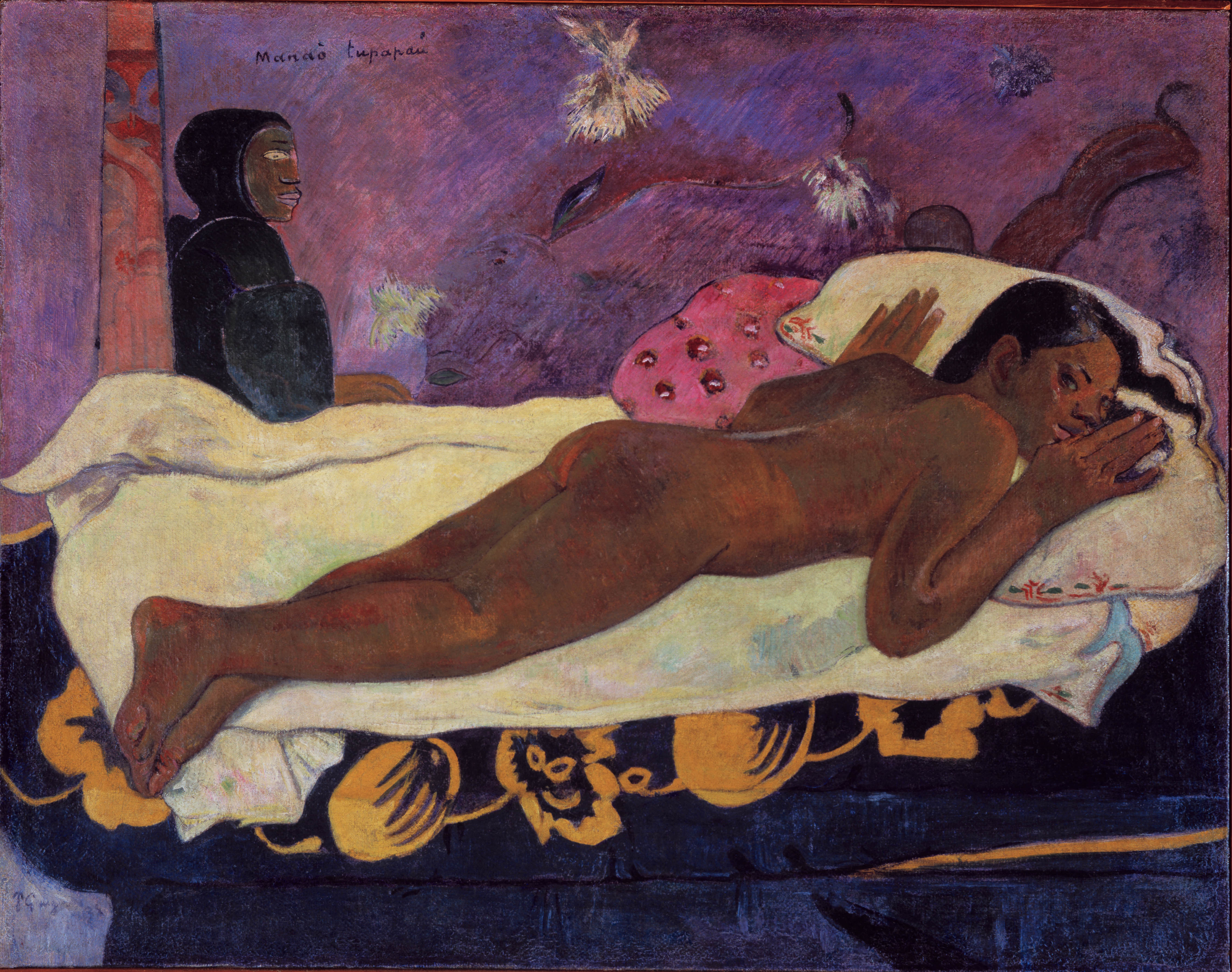
Manao tupapau (1892) Paul Gauguin
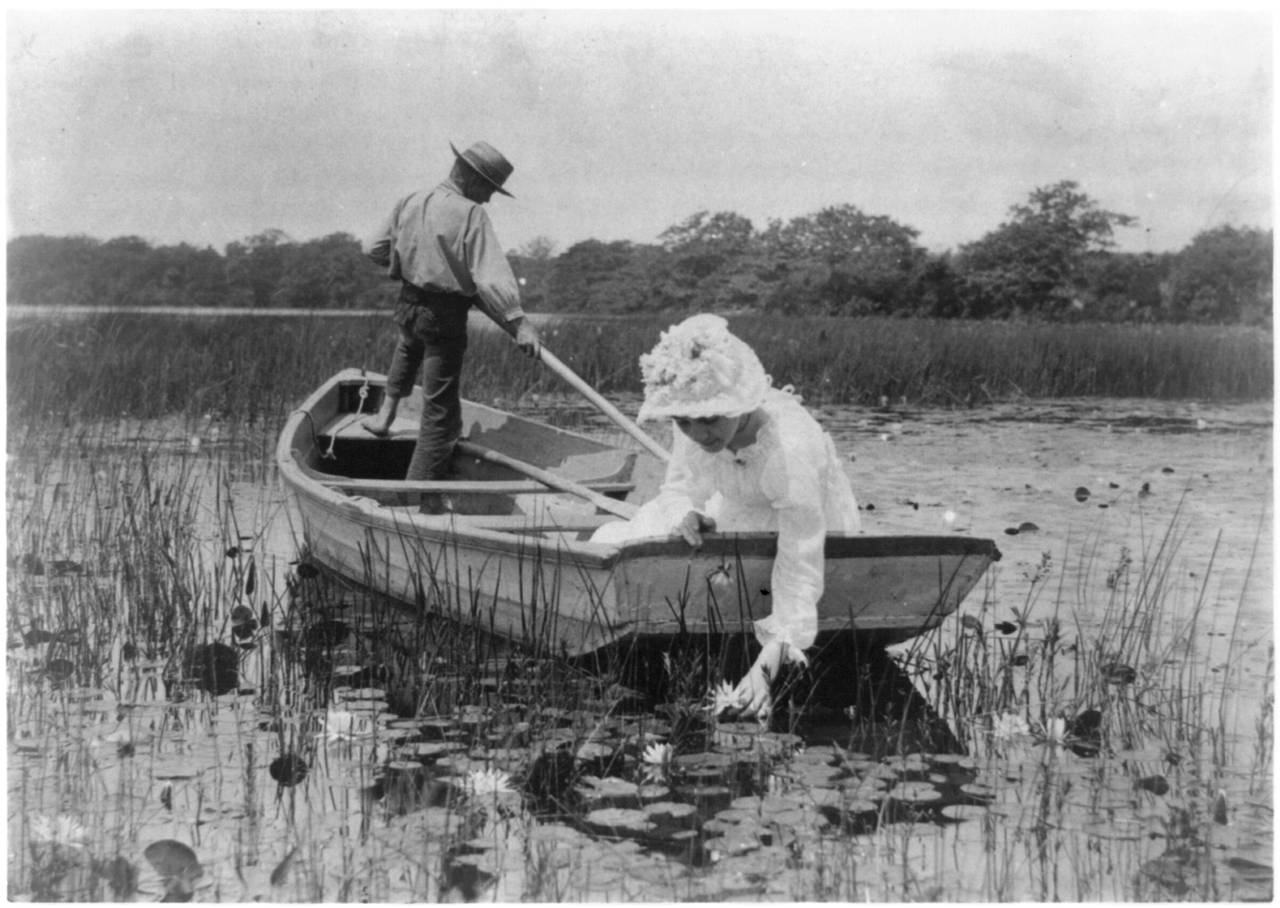
The lily gatherer, (Rudolf Eickemeyer, 1892).

## Bouwkunst

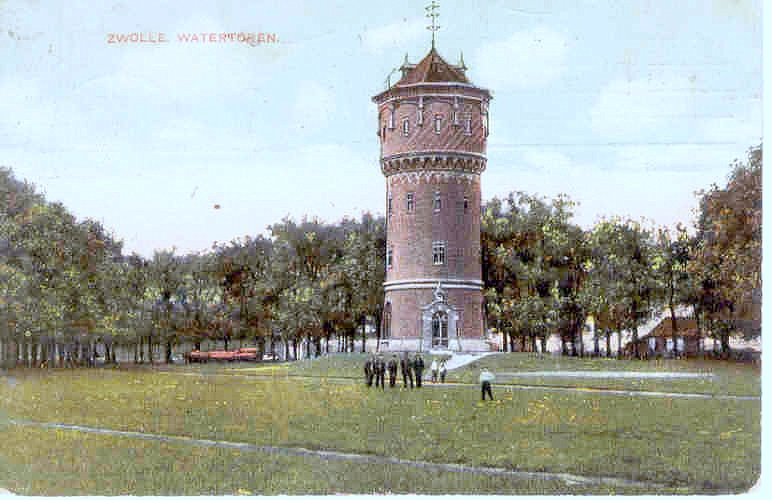
Watertoren Zwolle (1892) Jan Schotel
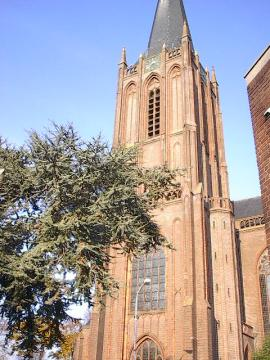
Basiliek, Raalte (1892) Alfred Tepe
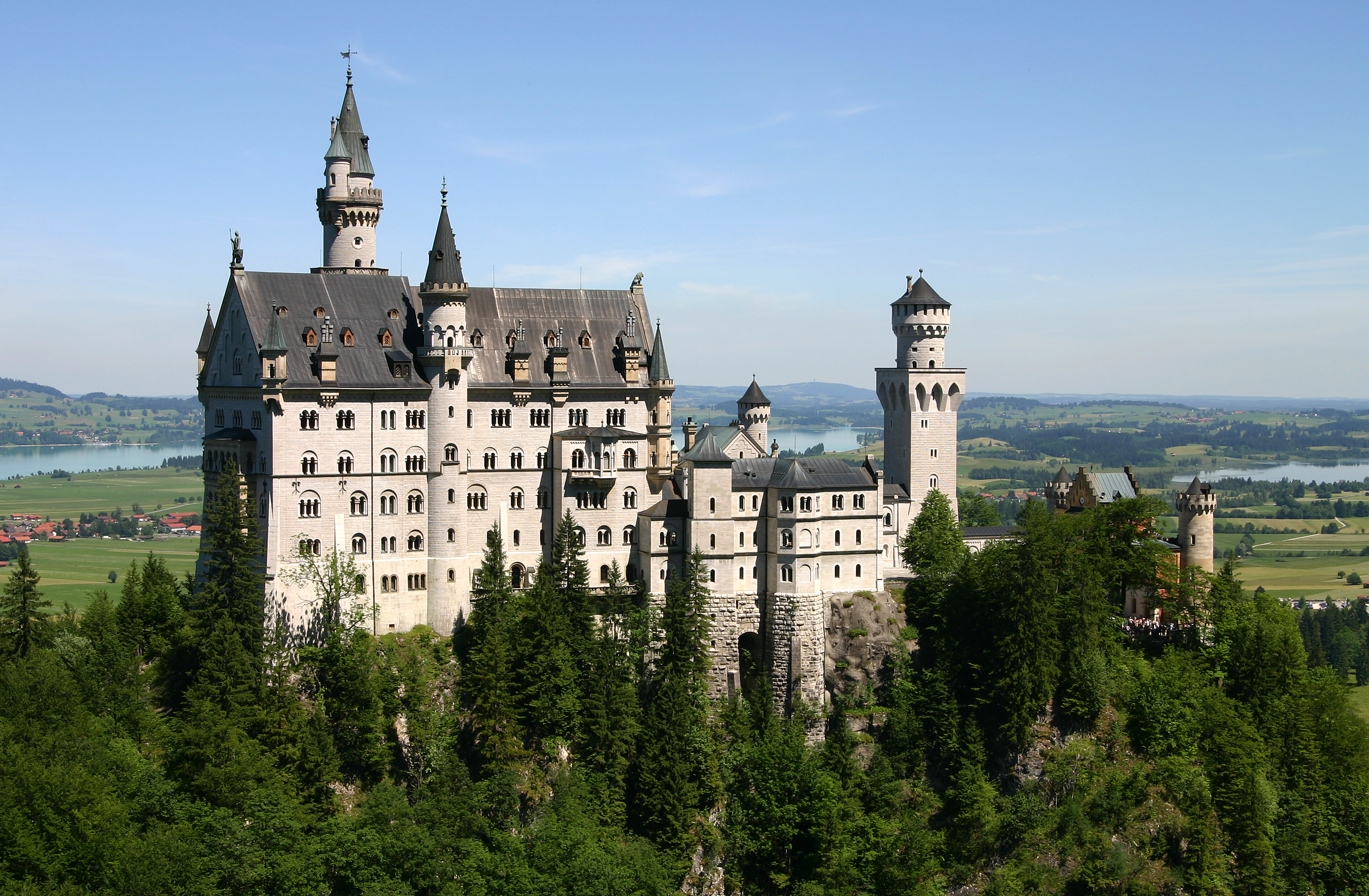
Slot Neuschwanstein, Beieren (gereed 1892)

## Geboren

### januari
- 1 - Artur Rodziński, Pools dirigent (overleden 1958)
- 1 - Manuel Acuña Roxas, Filipijns president (overleden 1948)
- 3 - Herman Johannes Lam, Nederlands botanicus (overleden 1977)
- 3 - J.R.R. Tolkien, Engels schrijver (overleden 1973)
- 10 - Cornelius Berkhout, Nederlands pianist en pianopedagoog (overleden 1958)
- 11 - Eugenio Garza Sada, Mexicaans zakenman (overleden 1973)
- 12 - Jan van Krimpen, Nederlands typograaf en grafisch ontwerper (overleden 1958)
- 14 - Martin Niemöller, Duits militair, luthers theoloog en verzetsstrijder (overleden 1984)
- 16 - Josef Skupa, Tsjechisch poppenspeler (overleden 1957)
- 17 - Feike de Boer, Nederlands bestuurder, in 1945-1946 burgemeester van Amsterdam (overleden 1976)
- 18 - Oliver Hardy, Amerikaans komiek (overleden 1957)
- 22 - Marcel Dassault, Frans industrieel en vliegtuigconstructeur (overleden 1986)
- 23 - Johannes Martin Bijvoet, Nederlands chemicus (overleden 1980)
- 28 - Ernst Lubitsch, Duits regisseur (overleden 1947)

### februari
- 6 - William Murphy, Amerikaans medicus en Nobelprijswinnaar (overleden 1987)
- 8 - Ralph Chubb, Brits dichter (overleden 1960)
- 8  - Elizabeth Ryan, Amerikaans tennisster (overleden 1979)
- 10 - Günther Blumentritt, Duits generaal (overleden 1967)
- 22 - Lee Eyerly, Amerikaans attractiebouwer en vliegenier (overleden 1963)
- 29 - Arsène Alancourt, Frans wielrenner (overleden 1965)

### maart
- 1 - Karl-Axel Kullerstrand, Zweeds atleet (overleden 1981)
- 2 - Mea Verwey, Nederlands uitgeefster en letterkundige (overleden 1978)
- 8 - Juan Nepomuceno, Filipijns politicus en ondernemer (overleden 1973)
- 9 - Vita Sackville-West, Engels schrijfster (overleden 1962)
- 10 - Arthur Honegger, Zwitsers componist (overleden 1955)
- 10 - Abraham van der Kraan, Nederlands architect (overleden 1946)
- 10 - Eva Turner, Brits sopraan (overleden 1990)
- 11 - Harry Mommers, Nederlands voetballer (overleden 1963)
- 12 - Victor Jacquemin, Belgisch atleet (overleden datum onbekend)
- 13 - Pedro Calomino, Argentijns voetballer (overleden 1950)
- 15 - Charlotte Köhler, Nederlands actrice (overleden 1977)
- 20 - Ludwig Crüwell, Duits generaal (overleden 1958)
- 22 - Johannes Frießner, Duits generaal (overleden 1971)
- 22 - Riek Lotgering-Hillebrand, Nederlands radiopresentatrice (overleden 1984)
- 24 - Gabriel Reyes, Filipijns aartsbisschop (overleden 1952)
- 27 - Ferde Grofé, Amerikaans componist en arrangeur (overleden 1972)
- 28 - Corneel Heymans, Belgisch wetenschapper en Nobelprijswinnaar (overleden 1968)
- 30 - Stefan Banach, Pools wiskundige (overleden 1945)
- 30 - Erhard Milch, Duits generaal-veldmaarschalk (overleden 1972)
- 30 - Johannes Pääsuke, Estisch fotograaf en filmmaker (overleden 1918)

### april
- 5 - Hermann Kemper, Duits uitvinder van de magneetzweeftrein (overleden 1977)
- 7 - Julius Hirsch, Duits voetballer (overlijdensdatum onbekend, officieel 1945)
- 8 - Mary Pickford, Amerikaans filmactrice (overleden 1979)
- 10 - Mimi Sodré, Braziliaans voetballer (overleden 1982)
- 11 - Gerardus Johannes Marinus van het Reve, Nederlands journalist en schrijver, vader van Gerard Reve (overleden 1975)
- 13 - Arthur Harris, Brits maarschalk (overleden 1984)
- 15 - Corrie ten Boom, Nederlands horlogemaakster, evangeliste en schrijfster (overleden 1983)
- 26 - Karl Franz, Duits voetballer (overleden 1914)

### mei
- 2 - Émilie Noulet, romanist, hoogleraar Université libre de Bruxelles (overleden 1978)
- 2 - Manfred von Richthofen ('de Rode Baron'), Duits gevechtspiloot uit de Eerste Wereldoorlog (overleden 1918)
- 3 - Jenny Gilliams, Nederlands  zangeres en actrice (overleden 1927)
- 7 - Josip Broz Tito, Joegoslavisch politiek leider (overleden 1980)
- 8 - Adriaan Pelt, Nederlands journalist en diplomaat (overleden 1981)
- 8 - Stanisław Sosabowski, Pools militair (overleden 1967)
- 9 - Nout van Dullemen, Nederlands jurist (overleden 1974)
- 9 - Danilo Lokar, Sloveens schrijver en arts (overleden 1989)
- 11 - Margaret Rutherford, Brits actrice (overleden 1972)
- 16 - Coenraad van Haeringen, Nederlands neerlandicus en taalkundige (overleden 1983)
- 16 - Dietrich von Saucken, Duits generaal (overleden 1980)
- 18 - Pops Foster, Amerikaans contrabassist (overleden 1969)
- 27 - Sara Heyblom, Nederlands actrice (overleden 1990)
- 28 - Henri Godding, Belgisch atleet (overleden 1980)
- 30 - Fernando Amorsolo, Filipijns kunstschilder (overleden 1972)
- 31 - Gregor Strasser, Duits nationaalsocialistisch politicus (overleden 1934)

### juni
- 1 - Amanoellah Khan, Afghaans koning (overleden 1960)
- 1 - Hironori Otsuka, Japans grondlegger van de karatestijl Wado-ryu (overleden 1982)
- 1 - Raffaele Paolucci, Italiaans militair (overleden 1958)
- 1 - Hendrik Sangster, Nederlands architect (overleden 1971)
- 3 - Francisco Santos, Filipijns wetenschapper (overleden 1983)
- 9 - Gregorius de Wit, benedictijner monnik (overleden 1978)
- 10 - Cornelius Berkhout, Nederlands pianist en pianopedagoog (overleden 1958)
- 10 - Henry Macintosh, Schots atleet (overleden 1918)
- 11 - Cor Alons, Nederlands binnenhuisarchitect, industrieel ontwerper en boekbandontwerper (overleden 1967)
- 12 - Djuna Barnes, Amerikaans schrijfster, dichteres en beeldend kunstenares (overleden 1982)
- 12 - Gertrude Lilian Entwisle, Brits elektrotechnisch ingenieur (overleden 1961)
- 12 - Ferdinand Schörner, Duits veldmaarschalk (overleden 1973)
- 13 - Basil Rathbone, Brits acteur (overleden 1967)
- 19 - Harm van Houten, Nederlands onderwijzer, journalist en politicus (overleden 1952)
- 22 - Robert von Greim, Duits piloot en veldmaarschalk (overleden 1945)
- 23 - Edmund Cobb, Amerikaans acteur (overleden 1974)
- 27 - Zoilo Hilario, Filipijns schrijver, politicus en jurist (overleden (1963)

### juli
- 1 - James M. Cain, Amerikaans (scenario)schrijver en journalist (overleden 1977)
- 6 - Willy Coppens de Houthulst, Belgisch Eerste Wereldoorlog luchtaas (overleden 1986)
- 10 - Dionijs Burger, Nederlands wis- en natuurkundige en schrijver (overleden 1987)
- 10 - Spessard Holland, Amerikaans politicus (overleden 1971)
- 13 - Jonni Myyrä, Fins atleet (overleden 1955)
- 15 - Walter Benjamin, Duits filosoof en socioloog (overleden 1940)
- 22 - Arthur Seyss-Inquart, Oostenrijks jurist en nazipoliticus (overleden 1946)
- 23 - Haile Selassie, keizer van Ethiopië (overleden 1975)
- 27 - Irene Peacock, Zuid-Afrikaans tennisspeelster (overleden 1978)
- 29 - William Powell, Amerikaans acteur (overleden 1984)
- 29 - Joseph Teixeira de Mattos, Nederlands tekenaar en kunstschilder (overleden 1971)

### augustus
- 1 - Bert Sas, Nederlands militair attaché (overleden 1948)
- 2 - Jack L. Warner, Canadees filmproducent (overleden 1978)
- 15 - Louis de Broglie, Frans natuurkundige (overleden 1987)
- 26 - Gaetano Belloni, Italiaans wielrenner (overleden 1980)
- 26 - Edmond-François Calvo, Frans stripauteur (overleden 1957)

### september
- 1 - Dolf van der Voort van Zijp, Nederlands ruiter (overleden 1978)
- 4 - Darius Milhaud, Frans componist (overleden 1974)
- 6 - Edward Victor Appleton, Brits natuurkundige en Nobelprijswinnaar (overleden 1965)
- 8 - Natividad Almeda-Lopez, Filipijns advocaat en rechter (overleden 1977)
- 9 - Sophie Stein, Nederlands cabaretière en actrice (overleden 1973)
- 10 - Arthur Holly Compton, Amerikaans natuurkundige en Nobelprijswinnaar (overleden 1962)
- 11 - Lucien Buysse, Belgisch wielrenner (overleden 1980)
- 13 - Victoria Louise van Pruisen, enige dochter van de Duitse keizer Wilhelm II (overleden 1980)
- 14 - Charlotte Charlaque, Amerikaans-Duits-Joodse transvrouw, vertaalster en artieste (overleden 1963)
- 17 - Hendrik Andriessen, Nederlands componist (overleden 1981)
- 27 - Titus Buitenhuis, Nederlands NSB-burgemeester (overleden 1964)
- 21 - Johannes Hermanus van Dijk, Nederlands sportleraar en vlaggendrager (overleden 1965)
- 28 - Edmond Thieffry, Belgisch luchtvaartpionier en 1e WO aas (overleden 1929)

### oktober
- 5 - Henri Van Straten, Belgisch kunstenaar (verdwenen 1944)
- 9 - Ivo Andrić, Kroatisch dichter (overleden 1975)
- 9 - Marina Tsvetajeva, Russisch dichter (overleden 1941)
- 18 - Eduard Pendorf, Duits voetballer (overleden 1958)
- 23 - Aat van Rhijn, Nederlands politicus (overleden 1986)
- 28 - Eduard Jan Dijksterhuis, Nederlands wetenschapshistoricus (overleden 1965)
- 28 - Pierre Frieden, Luxemburgs politicus (overleden 1959)
- 29 - Recha Freier, Duits-Israëlisch schrijfster en librettiste (overleden 1984)

### november
- 1 - Aleksandr Aljechin, Russisch schaker (overleden 1946)
- 2 - Paul Abraham, Hongaars componist (overleden 1960)
- 5 - John Burdon Sanderson Haldane, Engels-Indiaas geneticus en evolutiebioloog (overleden 1964)
- 17 - Pim van Boetzelaer van Oosterhout, Nederlands politicus en diplomaat (overleden 1986)
- 23 - Erté, Russisch-Frans ontwerper (overleden 1990)
- 23 - Mieczysław Wiśniewski, Pools voetballer (overleden 1952)
- 25 - Otto Harder, Duits voetballer en oorlogsmisdadiger (overleden 1956)

### december
- 3 - Richard Talmadge, Amerikaans acteur, stuntman en filmregisseur (overleden 1981)
- 4 - Francisco Franco, Spaans dictator (overleden 1975)
- 14 - Alfred Bestall, Brits illustrator en schrijver (overleden 1986)
- 15 - Jean Paul Getty, Amerikaans oliemagnaat (overleden 1976)
- 21 - Rebecca West, Brits schrijfster en journaliste (overleden 1983)
- 28 - Paul Pömpner, Duits voetballer (overleden 1934)

### datum onbekend
- Ludwig Konjetschni, Tsjechische zakenman (overleden na 1951)
- Jos Léonard, Belgisch beeldend kunstenaar (overleden 1957)
- Ary Patusca, Braziliaans voetballer (overleden 1923)

## Overleden
januari
- 2 - George Biddell Airy (90), Brits astronoom en wiskundige
- 14 - Albert Victor, hertog van Clarence en Avondale (28), lid van het Britse koninklijk huis

maart
- 27 - François Ferdinand Hommebon d'Elhoungne (76), Belgisch liberaal politicus en minister van Staat
- 31 - Pieter Frederik van Os (83), Nederlands kunstschilder

april
- 179 - Alexander Mackenzie (70) tweede minister-president van Canada
- 22 - Édouard Lalo (69), Frans componist

mei
- 1 - Willem Albert Scholten (72), Nederlands ondernemer
- 29 - Bahá'u'lláh (74), stichter van de Bahai-religie

juli
- 7 - Ivan Tsjerski (47), Pools-Russisch geoloog en geograaf

september
- 24 - Jan Willem van Borselen (67), Nederlands kunstschilder (Haagse School)

oktober
- 6 - Alfred Tennyson (83), Brits dichter
- 7 - Thomas Woolner (66), Engels beeldhouwer en dichter

november
- 3 - Hervé (67), Frans operettecomponist, zanger, acteur en dirigent
- 6 - Frederik Nicolaas Nieuwenhuijzen (73), bestuurder in Nederlands-Indië
- 25 - Samuel Senior Coronel, (65) Nederlands sociaal geneeskundige

december
- 2 - Jay Gould (56), Amerikaans spoorwegmagnaat
- 6 - Werner von Siemens (75), Duits uitvinder en industrieel
- 18 - Richard Owen (88), Brits bioloog

datum onbekend
- Constantin Guys (90), Nederlands illustrator